# Mundanije
Mundanije (olaszul Mondaneo) település a horvátországi Rab szigeten. A sziget fővárosától néhány km-re északra, a sziget közepén található.
A falu a sziget egyetlen települése, amely nincs közvetlen kapcsolatban a tengerrel. Ennek következményeképpen az átmenő forgalmon kívül igazán nagy hatással nincs a sziget életére. A lakosság főként mezőgazdálkodással foglalkozik (zöldség- és gyümölcstermesztés), bár napjainkban itt is egyre többen foglalkoznak a turizmus kiszolgálásával. Egyre inkább a kerékpáros turizmus központjává válik a szigeten.
A település egyetlen látnivalója a központban található Szent Máté-templom. Innen indul a Kamenjak 408 m-es csúcsára vezető út.

## Külső hivatkozások
- A település hivatalos oldala
- Rövid információ Mundanijéről képekkel

## Megjegyzés
1. ↑  Popis stanovništva, kućanstava i stanova 2021. – stanovništvo prema starosti i spolu po naseljima. 2021 Croatian census: population data by age, sex, settlement . Horvát Statisztikai Hivatal, 2022. szeptember 22.